# Túnels de Monrepós
Els túnels de Monrepós són un conjunt de set túnels viaris (la longitud conjunta dels quals és de 8.312 metres) concebuts per superar el port prepirinenc de Monrepós (entre les ciutats d'Osca i Sabiñánigo). En l'actualitat hi ha deu túnels en desús i set túnels en actiu pertanyents a l'autovia A-23 (ruta europea E-7). Dos d'aquests darrers túnels formaven part de l'antiga calçada de la carretera N-330 (abans del desdoblament).
L'increment de trànsit cap al Pirineu, juntament amb les necessitats de crear un corredor d'alta capacitat Catalunya-País Basc per Osca i de dotar Espanya d'una nova sortida cap a Europa pel Pirineu central, van obligar a l'execució del desdoblament de l'antiga carretera N-330. Després de posar sobre la taula diverses opcions, com l'execució d'un gran túnel a baixa cota per un dels sentits de l'autovia, finalment es va optar per l'aprofitament de l'antiga calçada de la carretera per un dels sentits de l'autovia i de l'execució d'una nova calçada més o menys paral·lela que travessa el port amb un rosari de viaductes, 4 nous túnels, etc.

## Llista de túnels en desús

### Túnel de Manzanera
És el primer túnel que va construir al cim del port, té una longitud aproximada de 590 metres i s'ubica a la cota 1265 metres (aproximadament), la seva construcció va evitar ascendir a la cota 1348 (a la qual es troba el coll de Monrepós) i va suposar un estalvi en distància de 2.500 m. Actualment aquest tram es troba fora de servei.

### Antics túnels del vessant sud
Són un conjunt de 9 petits túnels successius, situats a l'antiga carretera entre Nueno i l'embassament d'Arguis. La longitud aproximada de cada túnel començant des de Nueno és de 58, 58, 33, 44, 6, 104, 40, 71 i 21 metres, sumant un total aproximat de 435 metres.
Aquesta via fou l'antiga C-136 (d'Osca a França per Sallent de Gállego), inaugurada el 1946, emprant les vies obertes pels exèrcits contendents en la Guerra Civil, a més d'algunes comunicacions tradicionals. Aquesta via va ser eixamplada en la dècada dels seixanta fins als 7 metres. Actualment és una via de servei en desús.

## Túnels actuals

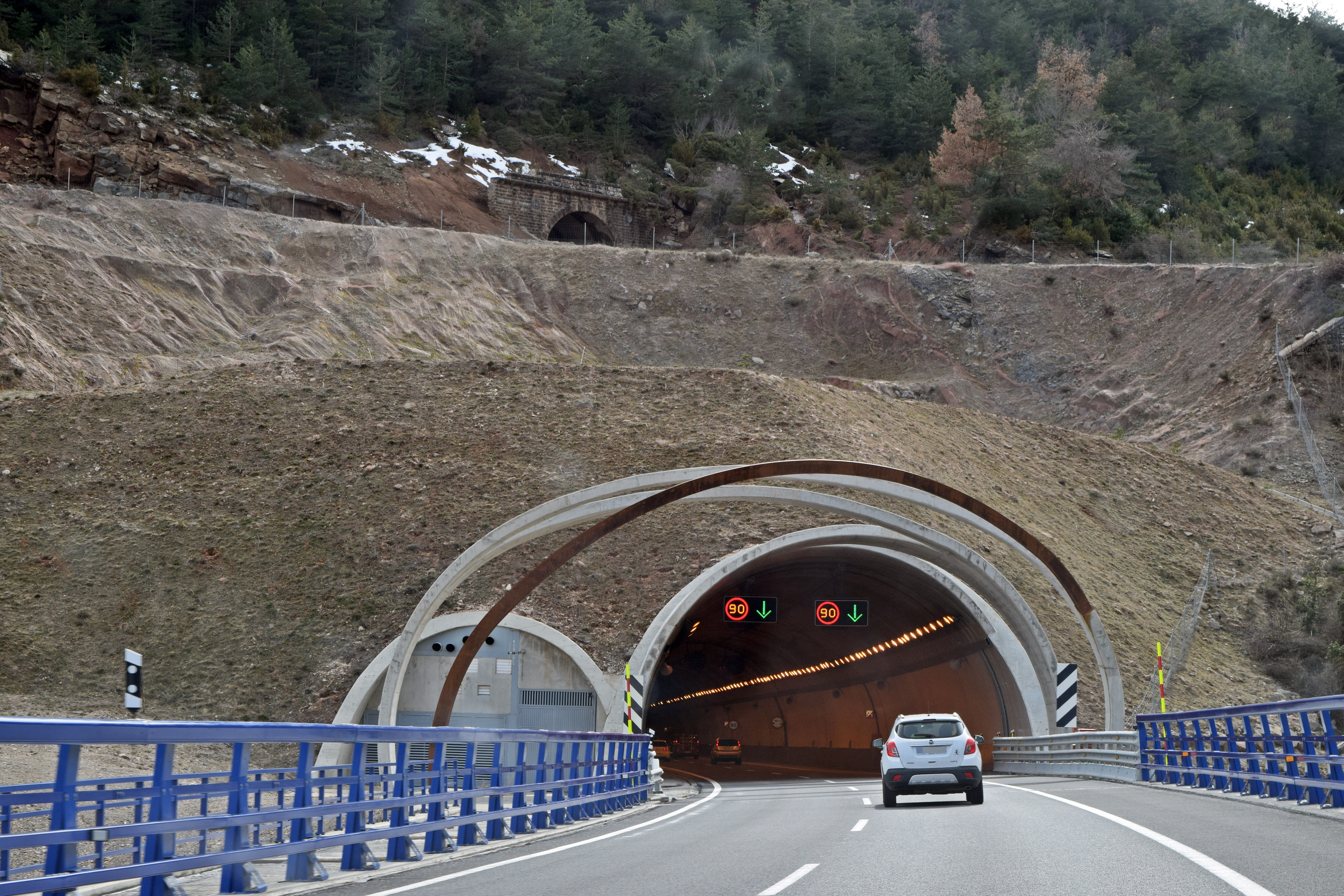
Túnels de Monrepós 3 (sota) i Manzanera (sobre).

### Túnel de Nueno

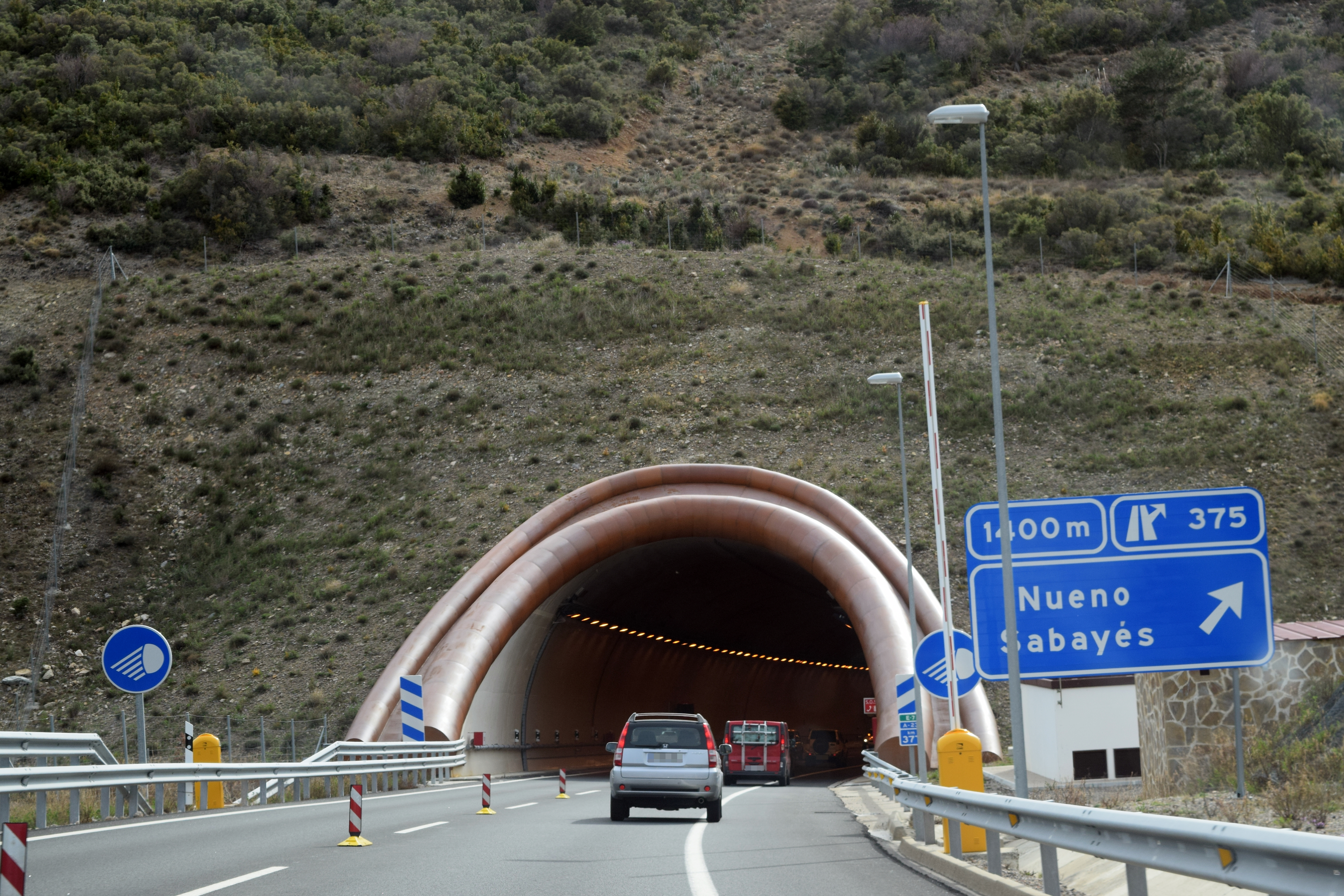
Túnel de Nueno

Se situa en el congost d'Isuela, entre les localitats d'Arguis i Nueno, en l'inici del vessant sud del port. El congost del riu Isuela és una zona molt estreta i delicada mediambientalment, pel que en aquest tram l'autovia s'ha concebut com un desdoblament de l'N-330, de vegades amb les calçades paral·leles i de vegades amb calçades independents. El túnel del congost d'Isuela té 494 metres i és un túnel monotub situat a la calçada en sentit Osca.
S'integra en el tram de l'A-23 "Nueno-Congost d'Isuela" que té 5 km i les obres van ser licitades el 29 de gener de 2006, amb un pressupost de 33,1 milions d'euros.

### Túnel d'Arguis
Està poc abans d'ascendir fins a la localitat d'Arguis, a la part mitjana del vessant sud del Port. El túnel d'Arguis fa una llargada de 930 metres (7è de túnel viari d'Aragó per longitud) i s'empra en la calçada en sentit Jaca.
S'integra dins el tram de l'A-23 "Congost d'Isuela-Arguis" que té 3,296 km i les obres van ser licitades el 19 de desembre de 2006 amb un pressupost de 64,9 milions d'euros (64,9 M €).

### Túnel de Monrepós 3 o de l'Alt Aragó 3
Està just a l'Alt de Monrepós i és un túnel bessó del túnel de l'Alt Aragó 1 (o de Monrepós 1). El túnel de l'Alt Aragó té 1.484 metres (4t túnel carreter d'Aragó per longitud) i és un túnel de doble calçada. S'integra dins el tram de l'A-23 "Arguis-Alt de Monrepós".
Les obres van ser licitades el 2 d'octubre de 2006 amb un pressupost de 63,12 milions de €.

### Túnels de Monrepós o de l'Alt Aragó 1 i 2
Es tracta de dos túnels de tres carrils i amb una longitud de 1.449 i 600 metres (5è i 10è túnels viaris d'Aragó per longitud). Es van concebre i van construir a principis dels anys noranta del passat segle com la millora de l'accés al Pirineu aragonès. Van suposar la rebaixa de la cota màxima en uns 100 metres i una distància de 3,2 quilòmetres.

### Túnel de Caldearenas
Està situat a la part més alta de l'Alt de Monrepós. En el seu primer tram és un túnel bessó del túnel de l'Alt Aragó 2 (o de Monrepós 2), mentre que la resta del seu traçat serveix per estalviar 2.600 metres en el descens del port en sentit Jaca.
Amb 2.997 metres de longitud, és el túnel més llarg de tot en conjunt i el 2n túnel carreter d'Aragó i 15è d'Espanya per longitud. És un túnel de doble carril, amb un pendent màxim del 3% i una galeria paral·lela d'evacuació de 2 km.
S'integra dins el tram de l'A-23 "Alt de Monrepós-Caldearenas". Les obres van ser licitades el 12 de desembre de 2008 amb un pressupost de 97,2 milions d'euros.

### Túnel d'Escusaguas
S'integra en el tram de l'A-23 Caldearenas-Lanave (el port de Monrepós acaba al riu Guarga, abans de Lanave). Les obres van ser licitades per 78,3 milions d'euros. Es van paralitzar el 2010 amb un grau d'execució el 33% i es van reprendre el maig de 2014. El túnel té una longitud de 394 metres de longitud, és monotub, de doble carril i és usat per la calçada en sentit Jaca. Altres infraestructures destacables d'aquest tram són els viaductes del riu Guarga (350 metres de longitud), del rierol d'Atos i del barranc del Fontanal.